# 배사
배사(背斜, anticline)는 물결 모양으로 된 습곡 지층의 지질 구조상 봉우리가 되는 부분을 뜻하는 단어이다.

## 같이 보기
- 향사 (지질학)